# Умільядеро (Малага)
Умільядеро (ісп. Humilladero) — муніципалітет в Іспанії, у складі автономної спільноти Андалусія, у провінції Малага. Населення — 3324 особи (2010).
Муніципалітет розташований на відстані близько 380 км на південь від Мадрида, 50 км на північний захід від Малаги.
На території муніципалітету розташовані такі населені пункти: (дані про населення за 2010 рік)
- Лос-Карвахалес: 153 особи
- Умільядеро: 3171 особа

## Демографія
Динаміка населення (INE ):

## Галерея зображень

Розташування муніципалітету у провінції Малага